# Veljko Lukić Kurjak
Veljko Lukić Kurjak (Donja Bukovica, kraj Bijeljine, lipanj 1917. - Kojčinovac, kraj Bijeljine, 21. lipnja 1944.) bio je partizan i narodni heroj Jugoslavije.

## Biografija
Veljko Lukić Kurjak rođen je u lipnju 1917. u selu Donja Bukovica, kod Bijeljine. Potječe iz ugledne seoske obitelji. Nakon završene osnovne škole ostao je na selu i zajedno s ocem i braćom se bavio poljoprivredom.
Okupacija Kraljevine Jugoslavije i stvaranje ustaške Nezavisne Države Hrvatske 1941, kao i ustaški pokolji i progoni nedužnih civila, utjecali su na Veljkovu odluku da pristupi Narodnooslobodilačkom pokretu (NOP). U rujnu 1941. se priključuje u prvu partizansku četu u Crnjelovu Gornjem. Četa se sastojala od samo 19 boraca i tri puške. Kao borac, Veljko se istaknuo već u prvim borbama, u napadu na policijsku vojarnu u Dragaljevcu, Crnjelovu Gornjem i drugim akcijama. Na prijedlog Fadila Jahića Španca i Svetolika Gospića primljen je u članstvo Komunističke partije Jugoslavije (KPJ) 2. rujna 1941. godine.
Nakon formiranja Majevičkog partizanskog odreda, početkom 1942. godine, postavljen je na dužnost zapovjednika Semberske partizanske čete. Istaknuo se prilikom napada čete na ustaško-domobransko uporište u Miladijama kod Brčkog u siječnju 1942. godine. Zbog iskazane hrabrosti i odlučnosti u borbi, od suboraca je dobio nadimak Kurjak.
U to vrijeme, dok su trajala najžešće borbe protiv nacista i ustaša u istočnoj Bosni, dolazi do sukoba s četnicima, koji su u veljači 1942. napali sjedište Majevičkog partizanskog odreda. Zbog teške situacije i nedostatka municije, odred se morao povući prema Birču i Šekovićima, cestom Zvornik - Tuzla, koju su branile jake ustaške snage. Povlačenje odreda štitila je Veljkova četa, koja je odigrala presudnu ulogu, jer se u nekoliko okršaja, posebno kod Vukosavaca, borila protiv četničkih jedinica.
U ožujku 1942. godine Majevički partizanski odred preimenovan je u Drugi udarni bataljon, a Veljko je postavljen za zapovjednika Šeste čete. Nakon formiranja Šeste proleterske istočnobosanske udarne brigade, u kolovozu 1942, u njen sastav ušao je i Veljkov Drugi udarni bataljon. Nakon pet mjeseci borbi na Birču, Romaniji, Zvijezdi, dolini Krivaje i Konjuhu, bataljon se u rujnu vratio na područje Majevice i Semberije. U listopadu 1942. Šesta istočnobosanska brigada bila je prisiljena povući se s područja Majevice pod pritiskom jakih neprijateljskih snaga i preći preko rijeke Save u Srijem. Sjedište brigade je tada odlučilo da će Veljkov bataljon ostati u Semberiji.
Nakon povratka brigade u Semberiju, krajem 1942. Veljko je, zbog velikih uspjeha postignutih u borbi protiv četnika, postavljen za zapovijednika bataljona. U to vrijeme bataljon je vodio teške borbe, te je u jednoj od tih borbi Veljko Lukić izgubio oko. U borbama protiv ustaša kod Kladnja, veljače 1943. godine, ponovno je ranjen. Zbog ozlijeda proveo je dogledno vrijeme na liječenju u Šekovićima, a potom je prebačen u Semberiju. Nakon djelomičnog oporavka, u travnju iste godine, postavljen je za zapovjednika Trećeg majevičkog partizanskog odreda. Sa svojom jedinicom je 11. lipnja 1943. godine uništio cijelu domobransku pukovniju. Kao rezultat akcije, zarobljeno je svo oružje i 1256 domobrana. Treći majevički odred i Prvi bataljon Druge vojvođanske brigade, pod zajedničkim zapovjedništvom Veljka Lukića Kurjaka, oslobodili su Ugljevik 16. lipnja 1943. godine. U borbama za oslobođenje Tuzle, u rujnu 1943. odred Veljka Lukića je oslobodio selo Lukavac i istovremeno vodio žestoke borbe s njemačkom vojskom koja su pokušavala prodrijeti u netom oslobođenu Tuzlu.
Nakon oslobođenja Tuzle, 10. listopada 1943. godine. Treći majevički partizanski odred pretvoren je u Sedamnaestu majevičku brigadu, a Veljko je postavljen za njenog zapovjednika. Tijekom Šeste neprijateljske ofenzive, u prosincu 1943 . Veljko Lukić je zadobio teške rane kralježnice u borbi s njemačkom vojskom na planini Zvijezdi. Ponovno je liječen i operiran u partizanskoj bolnici u Šekovićima; ali s obzirom da je rana teško zarastala, prebačen je u bolnicu Trnov u Semberiji. Pošto je u proljeće 1944. godine Semberija bila zahvaćena novom neprijateljskom ofenzivom, većina pokretnih ranjenika smještena je u prethodno pripremljene zemunice. Veljko je potom prebačen u selo Glogovac kod Bijeljine.
Četnici su saznali da oko Bijeljine ima skrivenih ranjenih partizana i počeli su ih tražiti. Veljka su zbog toga nekoliko puta selili iz baze u bazu, ali su ga 21. lipnja 1944 pronašli četnici i ubili u selu Kojčinovac. Njegovo tijelo četnici su predali njemačkoj vojsci, koja ga je njegovo tijelo, kao opomenu narodu, izložila u centru Bijeljine.
Ukazom Predsjedništva Antifašističkog vijeća narodnog oslobođenja Jugoslavije (AVNOJ) od 2. siječnja 1945, među prvim borcima Narodnooslobodilačke vojske, Veljko Lukić proglašen je za narodnog heroja.
Po njemu je 1947. nazvano selo Lukićevo u okolici Zrenjanina.